# Svend Leopold
Svend Leopold, född 23 augusti 1874, död 29 oktober 1942, var en dansk författare.
Leopold blev student 1893. Hans författarskap kom att växla mellan historiska romaner av ett visst satiriskt snitt och litterära porträtt, dock utan skarp skillnad mellan dikt och kritik. Hans främsta arbeten var Prinsesse Charlotte (1897) från hans älsklingsperiod, enväldets sista dagar, Enevold Brandt (1900) från rokokotiden, Ludvig Holberg (fyra band, 1922-1924) och Laurbær og Roser (1910) om dansk litteraturhistoria, Tres Talenter från romantiken samt de biografiska Søren Kierkegaard (1932) och Grundtvig, Danmarks Profet (1933). Leopold utgav sina Erindringer i tre band 1927-1928.

## Böcker på svenska
- Prinsessan Charlotte: roman (översättning Ernst Lundquist, Geber, 1900)
- Diktaren och näktergalen: H.C. Andersen och Jenny Lind: en kärlekshistoria (översättning Ingeborg Essén, Bonnier, 1930)